# Operación Resolución Inherente
La Operación Resolución Inherente (en inglés, Operation Inherent Resolve) es una operación militar iniciada el 15 de junio de 2014 y llevada a cabo por una coalición militar denominada Coalición Internacional Contra Estado Islámico (Combined Joint Task Force, en inglés, y por sus siglas CJTF–OIR) Formada en octubre del 2014, y liderada por los Estados Unidos dentro del marco del conflicto armado desatado el 5 de junio de 2014, denominada guerra contra Estado Islámico, desatado cuando el grupo Estado Islámico, junto con militantes suníes leales a la antigua dictadura baazista secular de Sadam Huseín y tribus antigubernamentales, lanzó una ofensiva contra los ejércitos de Irak y Siria. Las fuerzas de Estado Islámico ―también conocido como Dáesh o Daish ―
La operación se lanzó el 15 de junio de 2014, a petición urgente de Irak, para defender las minorías cristianas y yazidíes, además de resguardar a las instalaciones y militares estadounidenses situados en dicho país. Estados Unidos decidió bombardear posiciones de los terroristas, limitándose a realizar solo ataques aéreos. Más tarde, el Presidente de los Estados Unidos, Barack Obama expresó su deseo de crear una coalición internacional (la actual CJTF–OIR) con el objeto de acabar con los yihadistas, apoyada y conformada por treinta países y respaldada por las Naciones Unidas. 
La operatividad de la coalición en Irak era de entrenar y asesorar a las fuerzas iraquíes en suelo iraquí y llevar a cabo ataques aéreos en Irak, pero concluyó el 30 de abril de 2018 en Irak, luego de la victoria en Irak contra el ISIS. Sus tropas se han visto atacadas mientras entrenaban a fuerzas iraquíes en sus respectivas bases. Estas respondieron de manera defensiva, respetando el protocolo de guerra planeado, aunque se llevaron a cabo algunas misiones ofensivas para rescatar rehenes. En Siria fuerzas estadounidenses también estuvieron desplegadas combatiendo al terrorismo con bombardeos y entrenando a las Fuerzas Democráticas Sirias, aunque según el gobierno sirio sin su consentimiento, y para otros con el motivo de derrocar al jefe de Estado sirio Bashar Al Assad apoyando a los rebeldes sirios en la denominada guerra civil siria.
El 9 de diciembre de 2017 el primer ministro iraquí, Haider al Abadi por parte de su país Irak declaró que Daesh sufrió la derrota militar en el país. Al mismo tiempo Irán también declaró la derrota de la organización terrorista en Irak y Siria. Al mismo tiempo el 6 de diciembre de 2017 el presidente ruso Vladímir Putin declaró la victoria sobre el Estado Islámico en Siria.
Debido a que la misión, a pesar de su victoria en Irak, continua permaneciendo la coalición liderada por EE. UU. que en dicha operación también ha bombardeado Libia y otros países donde el ISIS se encuentra instalado. El 19 de diciembre de 2018 el presidente de los Estados Unidos Donald Trump anuncio el retiro de los efectivos militares y civiles desplegados allí en Siria expresando que dicho retiro se debe a que la misión de derrotar al Estado Islámico se cumplió. El 11 de enero de 2019 el Pentágono anuncio el comienzo de la retirada de la maquinaria militar de Siria.
A finales de febrero de 2019 la Casa Blanca anunció que finalmente decidió dejar en Siria entre 200 y 400 militares para prestar apoyo a las fuerzas de la coalición que permanezcan en el país.
A principios de febrero de 2019 las fuerzas kurdas sirias respaldadas por la aviación de la coalición extranjera liderada por EE. UU. lanzaron un asalto final contra el último reducto del Estado Islámico en Baghuz, en el este de Siria.
 Tras casi dos meses de combate el 22 de marzo las fuerzas kurdas lograron tomar el reducto y con ello estas fuerzas al igual que la Casa Blanca declararon la victoria sobre el ISIS en Siria y al mismo tiempo expresaron que habían eliminado la presencia de la organización terrorista sobre el territorio sirio.
Luego de la derrota territorial del Estado Islámico (ISIS) en 2019, las potencias occidentales lideradas por EE.UU se dedicaron a combatir a los remanentes del ISIS que se alojaron especialmente en zonas desérticas como las del este de Siria, en la cual esta última agrupación terrorista comete ataques especialmente contra las fuerzas locales sirias e iraquíes. así como también contra las fuerzas kurdas y poblaciones civiles de la región.
Actualmente se encuentran desplegados 900 efectivos militares estadounidenses destinados en Siria, con el supuesto objetivo de la eliminación duradera y total del grupo terrorista Estado Islámico, la cual se venció territorialmente a este último en el año 2019.

## Líderes
Uno de los comandantes de la operación fue el Teniente General estadounidense Stephen J. Townsend. Lo secundo el militar británico Mayor General Rupert Jones.

## Bajas
Hasta la fecha las fuerzas más afectadas en sus bajas han sido las de las fuerzas estadounidenses con un total de 115 muertes de soldados estadounidenses (23 de ellos muertos en combate) junto con 472 soldados heridos.
Por otra parte 1.302 civiles fueron asesinados por los bombardeos de la coalición internacional en Siria e Irak según la coalición (entre agosto de 2014 y mayo de 2019). Además, 34.502 bombardeos llevó a cabo la Coalición entre agosto de 2014 y fines de abril de 2019.

## Operación Fuente de Paz interviene en la guerra contra ISIS
El 9 de octubre de 2019 Turquía comenzó la operación Fuente de Paz en el norte de Siria con el argumento de alejar a las milicias kurdas de su frontera y delimitar una "zona segura" para acoger a los miles de refugiados sirios que permanecen en su territorio. Debido a ello Estados Unidos a petición de Turquía decidió retirar un gran contingente de tropas de la zona delimitada por Turquía para que esta última pueda llevar a cabo la operación por ello las FDS kurdas reclamaron a EE. UU. de abandono y traición y decidieron pedir ayuda a las fuerzas militares del gobierno sirio.

## Muerte de Al-Baghdadi
El 26 de octubre de 2019 el autoproclamado Califa Al-Baghdadi fue cercado en un complejo residencial en la provincia de Idlib, al noroeste de Siria, a menos de 5 km de la frontera con Turquía por Comandos del Ejército de los Estados Unidos, luego de un intercambio de disparos con militantes del ISIS, al verse rodeado (Al Baghdadi) en la redada decidió inmolarse con un chaleco que comprendía explosivos, asesinando también a niños que se encontraban allí. El presidente Donald Trump comunicó la noticia al mundo y aseguró además que los militares lograron conseguir valiosa información del grupo terrorista. En el asalto no murió ningún efectivo estadounidense, pero si fueron asesinados varios miembros del ISIS.

## Muerte de Al-Quraishi
El 3 de febrero de 2022, Estados Unidos llevó a cabo la operación más importante contra el ISIS luego del asesinato del líder de ese entonces Al Baghdadi, casi tres años después, en 2022 en la localidad de Atme, en la provincia de Idlib, fuerzas especiales intervinieron en una vivienda desciendo de helicópteros, también se llevaron a cabo bombardeos y se atacó el complejo rodeando al líder del ISIS,  Abu Ibrahim al-Hashimi al-Quraishi, en ese momento se desató un tiroteo que alertó a los vecinos de la localidad y justo en el momento cuando se acorraló al líder de esta organización, Al Quraishi decidió inmolarse matando supuestamente según la casa Blanca a civiles que estaban con él. Por parte de las fuerzas estadounidenses no se reportó ninguna baja.

## Muerte de Hamza al Homsi
El 16 de febrero de 2023, en una redada de soldados estadounidenses apoyados por fuerzas kurdas, se eliminó a un líder del ISIS llamado Hamza al Homsi, el procedimiento se llevó a cabo en el noreste de Siria. Como resultado cuatro soldados estadounidenses resultaron heridos en una explosión, al igual que un perro que estaba en el operativo con ellos.

## Muerte de Jasim al Mazruei abú Abdelqader
El 22 de octubre de 2024, fuerzas iraquíes con apoyo de fuerzas estadounidenses y de la coalición antiyihadista, eliminaron al líder terrorista de la agrupación Estado Islámico, de Irak, Jasim al Mazruei abú Abdelqader. Esta operación no solo tuvo el saldo del asesinato del líder yihadista, sino también de dos militares estadounidenses heridos resultado de la redada.

## Ataque de Irán y sus milicias a bases extranjeras en Irak y Siria

### Paralización temporal de la operación debido a la crisis con Irán
Una paralización de las operaciones de combate e instrucción de los militares y fuerzas de seguridad iraquíes se tomó en enero de 2020 luego de que Estados Unidos asesinara al general iraní Qasem Soleimaní (comandante de la Fuerza Quds del Cuerpo de la Guardia Revolucionaria Islámica) y al comandante de las Fuerzas de Movilización Popular iraquí, Abu Mahdi al-Muhandis, en un ataque aéreo perpetrado en Bagdad el 3 de enero de 2020 sin autorización de las autoridades iraquíes, posteriormente a ello el Gobierno iraquí catalogó ese ataque como una violación de las condiciones del despliegue de las fuerzas estadounidenses en el país. Más tarde y como represalia por el asesinato de Qasem Soleimani y Abu Mahdi al-Muhandis, el 8 de enero de 2020 Irán a través de sus Guardia Revolucionaria lanzó más de una docena de misiles contra las bases de las fuerzas extranjeras (con el saldo de 64 soldados heridos con traumatismos cerebrales que aumentaron luego a 110 según Estados Unidos, aunque para Irán se contaron 80 muertes de soldados extranjeros y más de 200 heridos) desde donde operan para la misión aunque en este caso debido a la crisis algunas tropas de algunos países participantes (como Alemania y España) de la operación se retiraron del país asiático debido a la crisis y el peligro de su estadía.

### Ataques de milicias pro-iraníes a bases y convoyes militares extranjeros en Irak y Siria
Milicias iraquíes (pro-iraníes) han estado atacando a las bases extranjeras donde hay presencia de tropas estadounidenses y de sus aliados desde octubre del año 2019. En diciembre de 2019 asesinaron a un contratista estadounidense e hirieron a soldados estadounidenses e iraquíes. Posteriormente a ello EE. UU. decidió matar al poderoso militar iraní Qassem Soleimani con el argumento de que tal ejecución se llevó a cabo para evitar ataques que estaba planeando a las bases extranjeras, como respuesta a ello Irán decidió lanzar un ataque a bases de la coalición internacional en enero de 2020. Luego de meses, el 11 de marzo de 2020 milicias afines a Irán atacaron la base de Taji al norte de Bagdad donde lanzaron más de 18 cohetes de este tipo matando a dos soldados estadounidenses y uno británico e hiriendo a cerca de 12 soldados. Posteriormente a ello, Estados Unidos y Reino Unido lanzaron ataques aéreos contra estas milicias entre la frontera de Siria e Irak.
El 15 de febrero de 2021, casi un año después del ataque mortífero en marzo de 2020 contra la base de la coalición en Taji, y luego de varios ataques con cohetes y bombas a intereses militares y civiles extranjeros, se produce el otro ataque letal contra una base militar de la coalición internacional que se encontraba dentro del aeropuerto de Erbil, donde se dispararon al menos tres cohetes, en el norte de Irak, y uno de ellos impactó en un complejo militar donde se encuentran soldados de la coalición liderada por Estados Unidos, resultando en saldo un contratista extranjero asesinado y ocho heridos, entre ellos un soldado estadounidense, cinco contratistas (entre ellos varios estadounidenses) y dos civiles iraquíes heridos ya que otros cohetes cayeron en zonas residenciales. El atentado, en tanto, fue reivindicado por un grupo poco conocido autodenominado Awliyaa al Dam (“Los Guardianes de la Sangre”) que en su declaración por el motivo del ataque expreso el deseo de la retirada extranjera.
Como supuesta respuesta a los ataques ejecutados por milicias respaldas por Irán en Irak contra intereses militares y civiles estadounidenses, el 26 de febrero de 2021, Estados Unidos, a petición de su Presidente Joe Biden, llevó a cabo bombardeos sobre instalaciones y almacenes de armas que manejaban milicianos pro gubernamentales en el este siria, en la provincia de Deir Ezzor, situado en el área de Abu Kamal, en la frontera con Irak y Siria también los bombardeos se dirigieron contra camiones que transportaban logística de municiones. El saldo fue supuestamente de 22 milicianos pro iraníes muertos de Fuerzas de Movilización Popular (FMP) --una coalición de milicias progubernamentales iraquíes-- y la milicia iraquí Kataib Hezbolá. El portavoz del Pentágono informo que antes del momento del bombardeo EE. UU. aviso a los miembros de la coalición anti ISIS (quienes estuvieron de acuerdo), y a Rusia del ataque pocos minutos antes, pero esta última condenó el ataque por violar la soberana de Siria.
El 27 de junio de 2021 se efectuaron bombardeos estadounidenses en lo que el gobierno norteamericano dijo eran “instalaciones utilizadas por grupos de milicianos respaldados por Irán” cerca de la frontera entre Irak y Siria. Se indicó (por parte del gobierno americano) que los efectivos estadounidenses bombardearon tres instalaciones operativas y de almacenamiento de armas, dos de ellas en Siria y una en Irak como respuesta a los ataques con misiles y drones (por las milicias iraquíes pro iraníes) a las bases e intereses estadounidenses en Irak. Las milicias iraquíes afines a Irán nombraron en un comunicado a cuatro miembros de la facción Kataib Sayyed al-Shuhada que, según dijeron, murieron en el ataque en la frontera entre Siria e Irak.
Al día siguiente del ataque norteamericano, las milicias pro iraníes atacaron a una base militar estadounidense en el campo petrolífero de Al Omar, al este de Siria con ráfagas de cohetes, pero no llegaron a causar heridos a personal militar estadounidense aunque si daños materiales, ante esto las fuerzas de la coalición anti yihadista respondieron a la agresión.
El 6 de julio de 2021, un ataque con drones explosivos impactó el aeropuerto internacional de Erbil, en el Kurdistán iraquí (norte), que acoge una base de la coalición internacional contra la organización yihadista Estado Islámico.
El 7 de julio de 2021, catorce cohetes impactaron en la Base Aérea Al Asad en la gobernación de Ambar al oeste de Irak, se reportaron dos soldados estadounidenses heridos y daños materiales. La base de Ain al Asad, en la desértica provincia de Anbar (oeste), ya fue blanco de tres cohetes lanzados pocos días antes que no causaron daños humanos. Ese día del ataque del 7 de julio a la Base Al Assad, horas después, la embajada estadounidense en Bagdad se vio amenazada por un dron, que fue derribado.
En octubre de 2021, un ataque fue llevado a cabo de manera "coordinada" (Según EE. UU.) por drones y fuego indirecto, en la base de Al-Tanf, la mayor base estadounidense ubicada en la provincia de Deir Ezzor, registrándose varias explosiones y solo daños materiales. Según EE. UU., Irán estuvo detrás de ese ataque pero este país negó dicha acusación.
A principios de abril de 2022, cuatro soldados estadounidenses resultaron heridos en un ataque con cohetes contra la base denomina Green Village, esta es utilizada por la coalición antiyihadista en la región de Deir Ezzor, en el noreste de Siria. Además el ataque le causó daños a dos instalaciones de la base. El ataque se llevó a cabo presuntamente con fuego indirecto de dos rondas de cohetes por parte supuesta de milicianos pro iraníes.
El 15 de agosto de 2022, milicias pro iraníes lanzaron a través de drones, misiles sobre la base de Al Tanf (ubicada en el sureste de Siria) perteneciente a la coalición internacional liderada por Estados Unidos que lucha contra el ISIS; no se reportaron víctimas ni daños, EE.UU respondió a los ataques, con una ofensiva sobre las instalaciones milicianas. Por ello días después, el 24 de agosto las bases de Green Village y Conoco (situadas en Deir Ezzor) fueron objeto de ataques de dichas milicias, resultando así tres soldados estadounidenses heridos. Debido a ello, Estados Unidos respondió atacando posiciones de las milicias.  El Observatorio Sirio para los Derechos Humanos (OSDH), un grupo opositor que monitorea la guerra, y el colectivo activista Deir Ezzor 24 señalaron que el operativo tuvo como objetivo el campamento de Ayash, dirigido por el grupo Fatimiyoun, formado por combatientes chiíes afganos. El OSDH reportó que al menos seis insurgentes murieron en el ataque.
El 20 de enero de 2023, tres drones apuntaron a la base militar de Al Tanf de la Coalición anti ISIS, en Siria, en dicha acción, dos drones fueron derribados por las defensas antiaéreas de la base militar, pero uno logró dar en la base que se saldo resultado de dos integrantes heridos del Ejército Libre Sirio, aliado de Washington. Ningún efectivo estadounidense ni de la coalición resultó herido. Los drones fueron supuestamente manipulados por milicias pro iraníes.
El 23 de marzo de 2023, un vehículo aéreo no tripulado de origen iraní (según Washington D.C), atacó una base militar de la Coalición anti ISIS, cerca de Hasaka, en el noreste de Siria, matando a un contratista estadounidense e hiriendo a otro e hiriendo a cinco soldados estadounidenses. Como respuesta a ello, el presidente Biden ordenó un ataque a las bases y lugares de operaciones y de inteligencia de las milicias pro iraníes, ya que EE.UU considera que el ataque es de origen iraní. El saldo, cerca de una decena de militantes muertos.
Horas después del ataque estadounidense contra estos grupos militantes, estos mismos grupos lanzaron ataques contra otras dos bases militares extranjeras de la Coalición en el este de Siria. Los ataques no ocasionaron víctimas ni daños.
El saldo total de víctimas de los ataques norteamericanos a los grupos milicianos, fue de 19 milicianos muertos.
Luego de la respuesta de las milicias a los ataques de Estados Unidos a las mismas, se llevaron a cabo evaluaciones psicológicas y físicas para verificar el estado de los soldados luego del combate y se conoció que seis soldados estadounidenses más resultaron heridos con lesiones cerebrales, (además de los ya mencionados heridos luego del ataque a la primera base cercana a Hasaka o sea cuatro soldados y un contratista heridos) eleva aun más la cifra de soldados norteamericanos heridos a casi una docena, además del contratista muerto y otro herido.

#### Frecuencia de ataques milicianos
Desde octubre del año 2019 que las milicias comenzaron a lanzar los misiles contra las bases (e intereses estadounidenses y de sus aliados extranjeros como la embajada estadounidense y las demás embajadas extranjeras que están en la Zona Verde) de la coalición internacional y convoyes militares extranjeros fuera de las bases. Hasta principios de agosto de 2020 se llevaron a cabo 43 ataques con cohetes sobre las bases militares, sobre todo Katyusha.
Desde enero del año 2021 hasta julio del mismo año 50 ataques fueron llevados a cabo por las milicias contra objetivos civiles y militares de la Coalición internacional.
Según el CENTCOM, las fuerzas pro iraníes han atacado bases de la Coalición, desde principios de 2021 hasta fines de marzo de 2023, unas 78 veces.

#### Ataque a bases de la coalición debido a la guerra entre Israel y Gaza
Luego de iniciada la guerra entre la agrupación yihadista, Hamás (de procedencia palestina) e Israel, en octubre de 2023, Irán y sus milicias anunciaron ataques a bases estadounidenses y sus aliados en Medio Oriente debido a la supuesta intromisión en el conflicto de Estados Unidos, según Irán, por ello se llevaron varios ataques en Siria e Irak desde el 17 de octubre del mismo año, sobre todo en las bases de Al Tanf en Siria, y en la bases de Al Asad en Irak. De hecho, el Pentágono confirmó que sus bases en Irak y en Siria han sido atacadas una decena de veces en los últimos diez días (a fecha de 27 de octubre de 2023), y que más de 20 militares recibieron heridas leves en Ain al Asad y la guarnición de Al Tanf, en Siria, como resultado de estas acciones. Además un contratista murió como resultado de esas acciones. Debido a ello el 27 de octubre, el presidente estadounidense Biden ordenó ataques aéreos sobre la Guardia Republicana Iraní en Siria.
El 25 de diciembre de 2023 milicias pro iraníes atacaron bases con presencia estadounidenses y de la coalición, en una de ellas la base de Erbil en Irak fue atacada con un dron, en el ataque resultaron heridos tres militares estadounidenses (uno de ellos herido de gravedad). Debido a ello Washington respondió con ataques sobre las bases de las milicias en las cuales una de ellas ubicada en Irak resultando con el saldo de un muerto y 24 heridos, para el gobierno iraquí dicho ataque fue un ataque a su soberanía.
A principios de enero de 2024, la Resistencia Islámica de Irak atacó una base de las fuerzas extranjeras en el sur de Siria, en respuesta a ello un dron norteamericano bombardeo un vehículo dentro del cuartel de la agrupación Harakat al Nujaba en Bagdad y asesinó a tres personas, entre ellos a un comandante de dicha agrupación, Mushtaq Talib al Saidi, y a uno de sus ayudantes. Por ello el primer ministro Iraquí, Mohammed Shia' Al Sudani expreso que dicho ataque llevado a cabo por Washington representa una violación a su soberanía y llamo a tratativas para llevar a cabo la salida de las fuerzas extranjeras asentadas en Irak.
A mediados de enero del mismo año, las fuerzas norteamericanas se retiraron de la base de Hemo, que se ubica al oeste del Aeropuerto de Qamishli, en Siria, debido a los continuos ataques de las milicias.
El 15 de enero, Irán lleva un ataque con varios misiles contra una instalación en Erbil, localidad perteneciente al Kurdistán iraquí, donde presuntamente se encontraban, según Irán, espías de origen israelí, dejando un saldo de cuatro muertos. Posteriormente un ataque supuestamente de origen israelí se da en Damasco, Siria, causando la muerte de cuatro efectivos de la Guardia Revolucionaria de Irán, entre ellos dos altos asesores.
El 20 de enero, milicianos dispararon una andanada de aproximadamente quince misiles hacia la base aérea de Ain Al Asad en el norte de Irak (la mayoría de ellos interceptados), en dicha base hay presencia de efectivos de la Coalición antiyihadista. El saldo del ataque fue de al menos un soldado iraquí herido (en estado grave) y varios soldados estadounidenses heridos.
El 28 de enero, drones procedentes de milicias pro iraníes dispararon supuestamente y según la Casa Blanca (a diferencia del gobierno jordano que dijo que el hecho sucedió en Siria, en el límite con Jordania), contra la Base Torre 22 en el noreste de Jordania, dejando un saldo de tres soldados estadounidenses asesinados y 34 soldados heridos. Este ataque es el primer ataque fatal contra las fuerzas estadounidenses desde el comienzo de la guerra entre Israel y Gaza en octubre de 2023. Debido a este ataque el presidente estadounidense Joe Biden declaró que el lugar de ataque y la respuesta será llevada a cabo en el lugar momento que su administración decida.
Pocos días después del ataque a la base estadounidense en Jordania, y como represalia al ataque, el 3 de febrero, un despliegue de aviones caza bombarderos y bombarderos, acompañado de misiles balísticos de alta precisión, apuntaron y destruyeron más de 80 puntos de instalaciones de las milicias pro iraníes y de la Guardia Revolucionaria Iraní en Irak y Siria, asesinando a 45 milicianos (entre ellos personal de la Guardia Revolucionaria Iraní). Debido a ello los gobiernos de los países bombardeados repudiaron el ataque.
Desde el inicio de los ataques de milicias a bases de la Coalición antiyihadista, 17 de octubre de 2023, hasta el 28 de enero de 2024, un total de 150 ataques de estas milicias se llevaron a cabo contra las bases en Oriente Próximo, especialmente en Irak y Siria, dejando un saldo de decenas de efectivos militares estradounidenses heridos en su mayoría y pocas víctimas fatales.
Posteriormente a varios de estos ataques milicianos sobre bases de la coalición extranjera en Irak y Siria, Washington ordena ataques aéreos sobre bases e instalaciones pro iraníes.
El 21 de abril de 2024, se reanudan los ataques contra bases de la Coalición extranjera, luego de que una base iraquí fuera impactada y dejara una víctima fatal y varios heridos pertenecientes a las fuerzas de seguridad iraquíes.
A principios de agosto, las milicias pro iraníes atacaron una base de la coalición internacional en Rumalyn (Siria) dejando un saldo de ocho efectivos estadounidenses heridos, mientras que en Irak, milicianos pro iraníes lanzaron cohetes contra la base de la Coalición extranjera de Ayn Al Assad, dejando como saldo cinco soldados estadounidenses heridos.

### Amenaza de retiro de presencia estadounidense
A fines de septiembre de 2020 la administración Trump les dijo a los líderes iraquíes en varios niveles que cerraría la embajada de Estados Unidos en Bagdad si los ataques de las milicias respaldadas por Irán contra el personal estadounidense en el país no disminuyen, lo que demuestra la seriedad de la consideración. según tres funcionarios estadounidenses. Debido a ello el gobierno iraquí llevó a cabo una investigación sobre los ataques y los atacantes para llevaros a la justicia. A pesar de ello los ataques de las milicias continuaron.

### Tregua y reiniciación de los ataques
En octubre del año 2020, las milicias iraquíes pro iraníes anunciaron que dejarán de atacar a las fuerzas extranjeras con la condición de su retirada total para fines del año 2020 como plazo máximo, sino se verían obligados a utilizar sus ataques nuevamente pero esta vez con un nivel más avanzado.
El 17 de noviembre de 2020, ataques de milicias pro iraníes se dirigieron hacia la Zona Verde en Bagdad, aproximadamente siete proyectiles fueron disparados, de estos, cuatro cayeron en la Zona Verde y otros tres cayeron en las afueras de la zona, hiriendo así a cinco civiles iraquíes y asesinando a una niña iraquí. Este ataque se produce el mismo día en que Estados Unidos anunció que iban a retirar a 500 de sus soldados en Irak, con la intención de dejar sólo 2.500 militares en el país. Los periodistas de AFP oyeron varias explosiones seguidas del sonido de otras detonaciones y de destellos rojos en el cielo, lo que indica que el sistema de defensa estadounidense C-RAM fue rápidamente activado.

## Choques entre fuerzas estadounidenses y rusas
Durante parte del año 2020, encuentros entre fuerzas estadounidenses y rusas resultaron casi seguidos en las patrullas de ambas fuerzas, Sin embargo, estas tuvieron encuentros que llevaron a discusiones incluso a encuentros violentos no armados entre ambas tropas.
En agosto de 2020, patrullas estadounidenses y rusas acabaron enzarzadas en una persecución que acabó con cuatro militares estadounidenses heridos de carácter leve. Ambas naciones declararon que la culpa la tenía la otra.

## Emboscada del ISIS a tropas francesas y compromiso de Francia a seguir la misión
El 30 de agosto de 2023, el presidente francés Emmanuel Macron, se comunicó con el primer ministro de Irak, Mohamed Shia al Sudani, para comunicarle que continuará la misión contra el grupo Estado Islámico (ISIS) luego de que varios comandos de élite de paracaidistas franceses fueran emboscados por militantes del grupo Estado Islámico, en Irak, matando así a uno de los efectivos franceses e hiriendo a varios de ellos luego de un combate de cinco horas, estos efectivos galos se encontraban con fuerzas iraquíes en una operación de contrainsurgencia. Ese mismo mes, días antes, dos soldados franceses habían muerto también pero debido a, según el gobierno francés, "causas accidentales". La misión francesa dentro de la Operación Resolución Inherente, se denomina Operación Chammal.

## Incursión contra líderes extremistas del ISIS en Al Anbar (Irak)
El 29 de agosto de 2024, una operación conjunta entre efectivos iraquíes y estadounidenses en la provincia de Al Anbar, en Irak, tuvo el objetivo de eliminar líderes de la agrupación terrorista y se cobro la vida de 15 extremistas, mientras que por el lado de las fuerzas aliadas, fueron heridos siete soldados estadounidenses. El objetivo específico de la misión tuvo como objetivo desmantelar la capacidad de los yihadistas para planificar y ejecutar ataques contra civiles y aliados en la región. Estos yihadistas estaban armados (según el CENTCOM), con "numerosas armas, granadas y cinturones explosivos suicidas".

## Incursión contra posiciones del ISIS y bajas en la Coalición
Los últimos días del año 2024 y primeros días del año 2025, fuerzas de la Coalición se enfrentaron a posiciones del ISIS con ataques aéreos de aviones caza bombarderos, y ataques terrestres frontales contra posiciones del ISIS en Irak, resultando así en la eliminación de dichas posiciones enemigas y bajas en las filas de la Coalición, entre ellas la muerte de un militar (no estadounidenses) y heridas en dos miembros también no estadounidenses.

## Pandemia del coronavirus y retirada parcial de tropas de la coalición
A mediados de marzo del año 2020 fuerzas británicas, estadounidenses y restantes de la coalición se movilizaron y fueron trasladadas a sus países de origen como parte de un retiro planeado, informaron funcionarios iraquíes y de la coalición debido en parte también al brote epidémico de coronavirus o científicamente descrita como COVID-19. Además los entrenamientos se suspendieron debido a la pandemia.

## Fin de la misión de combate y retirada de tropas de combate de Irak
El 9 de diciembre de 2021, el consejero de seguridad nacional iraquí, Qasim al Araji, anuncio el fin de la misión de combate de Estados Unidos y aliados de la coalición contra el EI. Por su parte el primer ministro de Irak, Mustafa Al-Kadhimi, anunció que las tropas de combate de la coalición internacional contra el grupo Estado Islámico se retirarán del país, con lo que la misión pasará a unas funciones de asesoría y capacitación.
Por ello el 22 de diciembre de 2021, las tropas de combate extranjeras se retiraron de Irak, quedando solo las de asesoramiento.